# مانسس هیژر
مانسس هیژر (انگلیسی: Manasses of Hierges)، یکی از فرماندهان و افسران ارتش پادشاهی اورشلیم و ارباب‌ رمله از سال ۱۱۵۰ تا ۱۱۵۲ میلادی بود. او یکی از دو فرماندهی بود که به دستور ملکه اورشلیم، ملیساند، برای شکستن محاصره ادسا در سال ۱۱۴۴ عازم این شهر شد اما نتوانست به موقع به این شهر برسد و در نتیجه ادسا توسط نیروهای زنگی سقوط کرد.